# Alectrofobia
Alectrofobia es una banda de rock chilena integrada por Gerardo Elgueta (bajo y voz) y Tanty Ibarra (batería). Su música se puede determinar como Rock Alternativo.
Cuentan con 5 discos y 3 EPs, han recorrido gran parte de Chile y Latinoamérica y han sido destacados como una de las bandas más trascendentales y novedosas de la nueva camada del rock chileno.  
En mayo de 2025, después de un año de receso reactivaron sus redes sociales anunciando un nuevo single titulado "Te veo en el espejo".

## Historia
Alectrofobia es una banda oriunda de Temuco, sur de Chile. 
En 2011 editan su primer disco titulado "Desde el Barro", el que cuenta con la participación de Alex de la Fuente de la banda nacional 2X en la canción "Atacar y Defender", además se desprenden dos videoclip de este disco, de las canciones "Uno y uno" y "Mil pulsaciones". Luego en 2012 lanzan un EP en formato digital titulado “Ya no somos tan distintos” que incluye dos tracks inéditos. "Ya no somos tan distintos" que cuenta con la participación de Carlos Escobedo de la banda española Sôber y la canción "500 litros", de la que también se realiza un videoclip. En 2013 la banda lanza su EP "Carroñeros" y en 2016 su LP “Imbécil”, este último bajo la producción de Ángelo Pierattini de Weichafe. En 2017 la banda formó parte del disco tributo a los BBS Paranoicos por sus 25 años de carrera con la canción "Un día", junto a importantes bandas como Fiskales Ad-hok, Nuclear, Inyectores, entre otras.
El 2016 Alectrofobia fue considerado dentro de las "99 Canciones de la música chilena" de Radio Futuro con la canción "Cuico", dicha selección consistía en las 99 canciones más importantes dentro de la música chilena del género, esto por el aniversario 99 del natalicio de Violeta Parra.
El trío temuquense ha tenido importantes giras nacionales e internacionales, presentaciones con destacados artistas como The Hives, Tame Impala, Alain Johanes, Jane´s Addiction, Rata Blanca ,Attaque 77, Eruca Sativa, Nuestra Raza (Callejeros), entre otros.
En 2019 hicieron su primer show en solitario en Teatro Cariola para la celebración de los 30 años de Radio Futuro, además de la confirmación como show de apertura para Rata Blanca en Teatro Caupolicán, invitado especial en los 19 años de la Revista Rockaxis (junto a Dracma), La Cumbre del Rock Chileno y la apertura de Nuestra Raza (Callejeros).
En enero de 2020, en pleno estallido social chileno, Alectrofobia edita un EP titulado Caudillo (2020). 
En periodo de pandemia y confinamiento por Covid-19, la banda se vio obligada a postergar una extensa gira por Chile, Colombia, Argentina y parte de Europa. En virtud de seguir con un trabajo sostenido y continuo la banda editó 2 trabajos discográficos en periodo de cuarentena total: Imbécil y Violento (2020), un disco en vivo que agrupa lo mejor de su concierto en Teatro Cariola de 2019 y Era Luz (2020), un nuevo disco de estudio que contó nuevamente con la participación del productor argentino Mario Breuer y masterizado en Sterling Sound (NYC, EE. UU.) por el multiganador del Grammy Greg Calbi.
Alectrofobia fue nominado como Mejor Artista Rock del Año 2020 en la primera versión de los Premios Musa, así como también en los premios Pulsar. 

## "Violenta Fortuna" (2018)
El viernes 13 de julio de 2018, Alectrofobia se presenta en la sección "Estudio Futuro" del programa "La Ley del Rock" conducido por Hernán Rojas de Radio Futuro, desde donde anuncian el nombre de su nuevo disco "Violenta Fortuna", el cual fue íntegramente grabado y producido por el productor musical Mario Breuer. Además presentan su nuevo sencillo y videoclip "Como no me va a doler", como adelanto un adelanto al larga duración, inmediatamente tiene gran respuesta de parte del público. El videoclip dirigido por Guillermo Söhrens (La Isla de Los Pingüinos, El Desalojo) y protagonizado por el actor Pablo Schwarz, hace el relato del complejo retorno de un refugiado o exiliado, el que se encuentra con los escombros de un pasado doloroso, en una atmósfera onírica que tiene un inesperado desenlace donde el protagonista mata con sus propias manos al dictador Augusto Pinochet y así reescribe los acontecimientos históricos del país. 
El 3 de agosto de 2018 la banda ha lanzado a través de plataformas de streaming su nuevo disco Violenta Fortuna, el cual ha tenido excelentes críticas de la prensa especializada y una gran respuesta por parte de los fanes de la banda. Según Radio Futuro "Alectrofobia ya no le debe nada al rock chileno.".
Además del sencillo "Cómo no me va a doler", las canciones que destacan del disco son la energética "Rutinas", el melancólico blues "No te alejes de mí (Año nuevo fatal)" y "Violencia Estatal", la cual ha logrado entrar entre las 50 canciones más virales de Chile según Spotify.
Alectrofobia en la actualidad se encuentra promocionando su nuevo disco "Violenta Fortuna". Es tal el nivel de este trabajo discográfico, que despierta el interés del sello Plaza Independencia, que recluta en sus filas a la banda y desde donde se planea una extensa gira promocional, que por el momento los ha llevado por gran parte de Chile, Argentina y Colombia.
Su disco Violenta Fortuna (2018) obtuvo el premio al Mejor Disco de la música chilena por Radio Futuro.

## Teatro Cariola - "Imbécil y Violento" (2019)
El 18 de marzo de 2019 Alectrofobia sorprendió a sus fanáticos y a la escena nacional al anunciar su primer show en solitario en Teatro Cariola para el 3 de agosto de 2019, show bautizado como "Imbécil y Violento", haciendo alusión a sus dos últimos discos "Imbécil" (2016) y "Violenta Fortuna" (2018).  

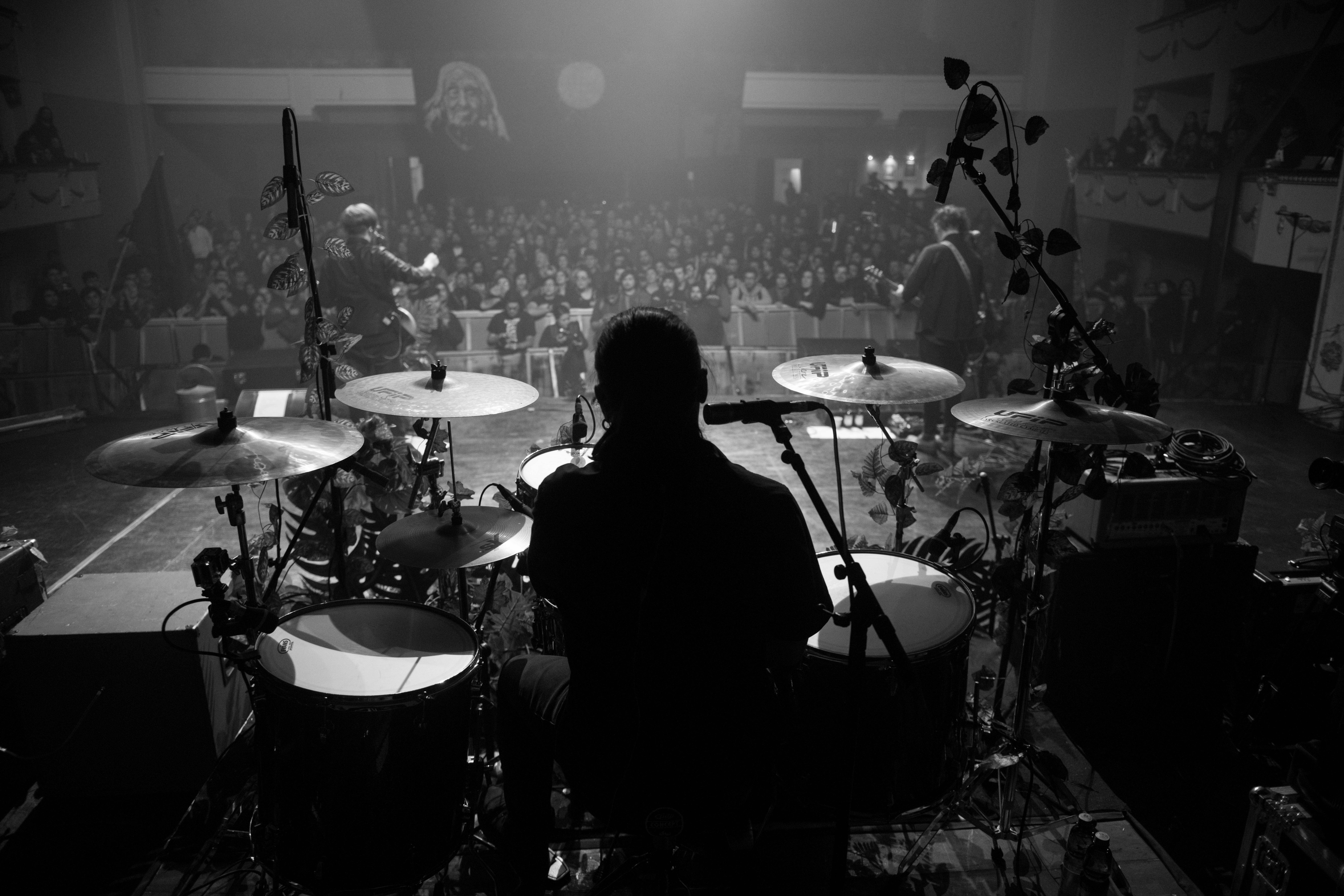
Alectrofobia en Teatro Cariola - 3 de agosto de 2019

La preparación de este concierto tuvo una fuerte campaña de prensa y de diversos lanzamientos, como el videoclip de Hijos de la segregación, el lyric video de "No te alejes de mí" traducido a lengua de señas, la colaboración con Jaime Sepúlveda, cantante de los Kuervos del Sur en la canción "Nada que perder", además de diversas actividades presenciales, como shows en colegios para niños entre 7 y 15 años e intervenciones en vivo en espacios públicos.
Alectrofobia repletó el Teatro Cariola el 3 de agosto de 2019, logrando así su primer concierto de alta convocatoria como único show principal. Este concierto fue transmitido por la Radio Futuro en coordinación con Facebook Live de la misma emisora. 
El concierto destacó por su tremenda puesta en escena, de grandes invitados y un extenso recorrido de su discografía en un set list de 32 canciones.

## "Era Luz" (2020)
Alectrofobia se dispuso a componer un nuevo disco en época de confinamiento por Covid-19.  
El 22 de junio a través de un mini-documental de 3 capítulos lanzado por redes sociales, la banda se anunció la salida de un nuevo disco para 2020. Este mini-documental narró a grandes rasgos la decisión de no postergar la grabación del nuevo material de la banda pese a estar en cuarentena total en gran parte del país y la forma de desarrollar el trabajo de producción y grabación a distancia entre el productor Mario Breuer y los integrantes de Alectrofobia. 
El 24 de julio se lanzó el primer adelanto del disco con el corte promocional "Nunca Seas Policía", una canción enérgica y pegajosa con una sonoridad pop-punk, con una ácida letra de denuncia sobre la negligencia y brutalidad policial. Esta canción contó con un videoclip con una estética gamer ochentera, de la manufactura del cineasta Guillermo Söhrens y el artista César Katny, ambos ya habían trabajado con Alectrofobia en la época de Violenta Fortuna. 
El 5 de octubre se presentó sencillo "La Discusión", con una temática más personal y de regreso al sonido característico de la banda, narra la pérdida de un ser querido, no por la muerte, sino que por motivos evitables y debido a un enfrentamiento con alguien que nos importa y queremos. A diferencia de 'Nunca seas policía', el sencillo promocional anterior, esta pieza musical ofrece un tono íntimo y aborda una vivencia personal-familiar con la que muchos podrán identificarse
Esta vez el videoclip de "La Discusión" fue dirigido por el cineasta Pablo Ramírez, mientras que Guillermo Söhrens estuvo a cargo del montaje. Actúan Rafael de la Reguera conocido por su rol en la serie televisiva “El Reemplazante'' y Julián Del Real, quien se ha destacado en diversos roles cinematográficos como “La Isla de Los Pingüinos”. 
El 11 de octubre Alectrofobia liberó a través de las plataformas más importantes de streaming su nuevo disco titulado "Era Luz", el arte fue diseñado por Cesar Katny, la producción musical por Mario Breuer y la masterización por Greg Calbi. 
Era Luz superó en pocas horas todos los récords de streaming de la banda, entrando así en los rankings y listas más importantes de Spotify. Este disco fue comentado por la revista Billboard como uno de los lanzamientos más destacables de Latinoamérica, como también por medios como CMTV, y por la revista chilena-colombiana Rockaxis, quien dedicó a la banda su edición impresa #208.
El show de lanzamiento de Era Luz se realizó el 23 de octubre en streaming de forma simultánea en 4 países en medios de comunicación más importantes de habla hispana: Chile (Sonar FM), Colombia (Revista Rolling Stone), México (Summa inferno) y España (Rock Zone).  

## PORTAL (2023)
Luego de lanzar los tres sencillos promocionales, Arde el fuego, El Poder y Nunca lo entenderán (con la participación de Marcelo "Corvata" Corvalán, cantante de la disuelta banda Carajo y exintegrante de A.N.I.M.A.L.El 1 de septiembre de 2023 Alectrofobia lanzó por todas las plataformas de streaming su disco PORTAL. Este fue coproducido por Gerardo Elgueta y Mario Breuer. 
El disco también cuenta con la participación de los hermanos Camilo Zicavo y Abel Zicavo de la banda Moral Distraída en la canción "Fiesta en el Barrio"
Este disco ha sido catalogado por la prensa especializada como un álbum innovador, rupturista y arriesgado. Los medios de comunicación más importantes de Chile han catalogado este disco como el mejor de toda la carrera de la banda.

El review de Rockaxis comenta:

¿Es posible renovarse en el éxito sin perder frescura? Sí, y este nuevo trabajo de Alectrofobia es la prueba. A lo largo de diez canciones salen a mostrar sus mejores cualidades, pero con la inteligencia de agregar nuevos elementos que permiten que su fórmula se sienta renovada.  Sí, su nuevo LP no es un salto al vacío, pero sí es un trabajo arriesgado que muestra la convicción de la banda por no repetirse y siempre subir un escalón más en su apuesta.
El 6 de octubre Alectrofobia interpreta íntegramente su nuevo disco PORTAL en Sala Metrónomo, en Santiago, Chile.

## Actualidad
Luego de estar dentro del cartel de Lollapalooza Chile 2023, compartiendo cartel con artistas internacionales como Tame Impala, Billie Eilish, Drake (músico) y más, Alectrofobia promociona su nuevo disco PORTAL.
En octubre de 2023 Alonso Cabello abandona la banda, esto fue informado a través de un comunicado a través de las redes sociales de la agrupación. Días previos a presentarse en el festival Rock en Conce anuncian la incorporación de la baterista Tanty Ibarra, siendo su show debut en el festival penquista, compartiendo cartel con artistas como Juanes, Café Tacvba, Cristina y Los Subterráneos y más.
En noviembre de 2023 Alectrofobia fue parte del cierre de año de la banda argentina Arde la sangre en el Teatro Vorterix en Buenos Aires, Argentina; también fueron los encargados de abrir el show de The Hives en su show en Teatro Caupolicán, Santiago, Chile. 
Alectrofobia obtuvo dos nominaciones en Premios Musa 2023: Disco del Año y Mejor Artista Rock.
En mayo de 2024, Alectrofobia anuncia en sus redes sociales que se tomarán un receso indefinido.

## Letras y contenido
Alectrofobia es una banda que habla fuerte y claro, sus letras tienen un contenido frontal y combativo. El discurso poético de la banda aborda un compromiso social que recoge de sus orígenes de la frontera, la dominación y el mestizaje.
Desde la frontera aborda los conflictos sociales que, como onda expansiva, aún persisten tras el choque cultural acaecido en el interminable intento de conquista del Wallmapu.
El intento de dominación de esta tierra ancestral y el mestizaje se han pegado en la piel de esta banda, que retumba como una tormenta milenaria y que su versatilidad sonora, la hace capaz de encontrar llanos de contemplación auditiva, cual espejo de agua de los lagos del finis terrae.
Otra veta exploratoria de la banda es también un existencialismo en que resuenan bríos y luces señeras, de caminos a campo traviesa, bajo acordes que no se detendrán ante los obstáculos del diario vivir; la urbe y la rutina de la existencia materialista, de un sistema económico de dominación en permanente profundización, y ante eso, la banda construye una coraza de resistencia sonora y poética incisiva que va más allá del mensaje contestatario. Así se enlazan estas letras orgánicas, cargadas y explosivas, de esta banda, que comienza a indagar nuevos e incesantes caminos para alcanzar la ansiada trascendencia del ser, un camino que la banda aún está transitando.

## Discografía
- Desde el barro (2011)
- Ya no somos tan distintos (EP) (2012)
- Carroñeros (EP) (2013)
- Imbécil (2016)
- Violenta Fortuna (2018)
- Caudillo (EP) (2020)
- Imbécil y Violento (Disco en vivo) (2020)
- Era Luz (2020)
- PORTAL (2023)

## Videografía
- Uno y uno (2011)
- Mil pulsaciones (2013)
- 500 litros (2013)
- Carroñeros (2014)
- Como no me va a doler (2018)
- Hijos de la segregación (2019)
- No te alejes de mí (2019)
- Nada que perder (2019)
- Nunca lo entenderán (2022)
- Arde el fuego (2023)
- El Poder (2023)

## Integrantes

### Miembros
- Gerardo Elgueta – voz, bajo (2011 - 2024)
- Tanty Ibarra – batería (2023 - 2024)

### Ex integrantes
- Roberto Ugarte – batería (2011 - 2018)
- Alonso Cabello – batería (2018 - 2023)
- Rudy San Martín - guitarra (2011 - 2016, 2018 - 2024)
- Raúl Estrada - guitarra (2016 - 2017)

## Premios y nominaciones
| Año  | Trabajo nominado | Premio               | Categoría    | Institución  | Resultado |
| ---- | ---------------- | -------------------- | ------------ | ------------ | --------- |
| 2016 | Imbécil          | Mejor disco del año  | Rock Chileno | Radio Futuro | Nominado  |
| 2018 | Violenta Fortuna | Mejor disco del año  | Rock Chileno | Radio Futuro | Ganador   |
| 2020 | Era Luz          | Artista Rock del Año | Rock Chileno | Premios Musa | Nominado  |